# Michel Roux
Michel Roux, OBE ([mi.ʃɛl ʁu]; 19 de abril de 1941 - 11 de março de 2020), também conhecido como Michel Roux Sênior, foi um chef e dono de restaurante francês que trabalhava na Grã-Bretanha. Junto com seu irmão Albert, ele abriu o Le Gavroche, que mais tarde se tornaria o primeiro restaurante com três estrelas Michelin na Grã-Bretanha, e o The Waterside Inn, que foi o primeiro restaurante fora da França a manter três estrelas durante 25 anos.
Roux seguiu seu irmão para se tornar um chef de confeitaria, e novamente para a Inglaterra, a fim de abrir seu primeiro restaurante. Juntos, eles foram descritos como os "padrinhos da culinária moderna em restaurantes no Reino Unido", e Roux foi incluído em várias ordens de honra francesas e recebeu dois prêmios vitalícios de diferentes publicações.

## Juventude
Michel Roux nasceu em 19 de abril de 1941 em Charolles, Saône-et-Loire, em uma sala acima da charcutaria de seu avô (uma delicatessen especializada em produtos de carne). Mudou-se para Paris com a família após a guerra, onde seu pai Michel montou sua própria charcutaria, após não assumir os negócios da família em Charolles. Seu pai jogou fora todo o dinheiro da família e a loja foi fechada para evitar que fosse à falência. Quando Roux fez dez anos, seu pai havia deixado a família e ninguém mais ouviu falar dele.

## Carreira
O irmão mais velho de Roux, Albert, já havia se tornado confeiteiro (chef pâtissier), e Roux o seguiu nessa área aos quatorze anos. Ele se tornou um aprendiz de Camille Loyal em Belleville, trabalhando setenta horas por semana. As tarefas de Roux na confeitaria incluíam fazer até sessenta galettes des rois ao longo de três dias para a Epifania. Albert encontrou um novo emprego para Roux quando seu aprendizado terminou. Como Albert trabalhava na Embaixada Britânica em Paris como sous chef, Roux juntou-se a ele como chef confeiteiro da Embaixada. Ele mudou-se de lá para se tornar um chef a serviço de Philippe de Rothschild, enquanto Albert se mudou para a Inglaterra para trabalhar lá.
Entre 1960 e 1962, Roux serviu no serviço nacional francês. Ele foi inicialmente colocado no Palácio de Versalhes, mas mais tarde foi enviado para o exterior em Béchar, na Argélia.

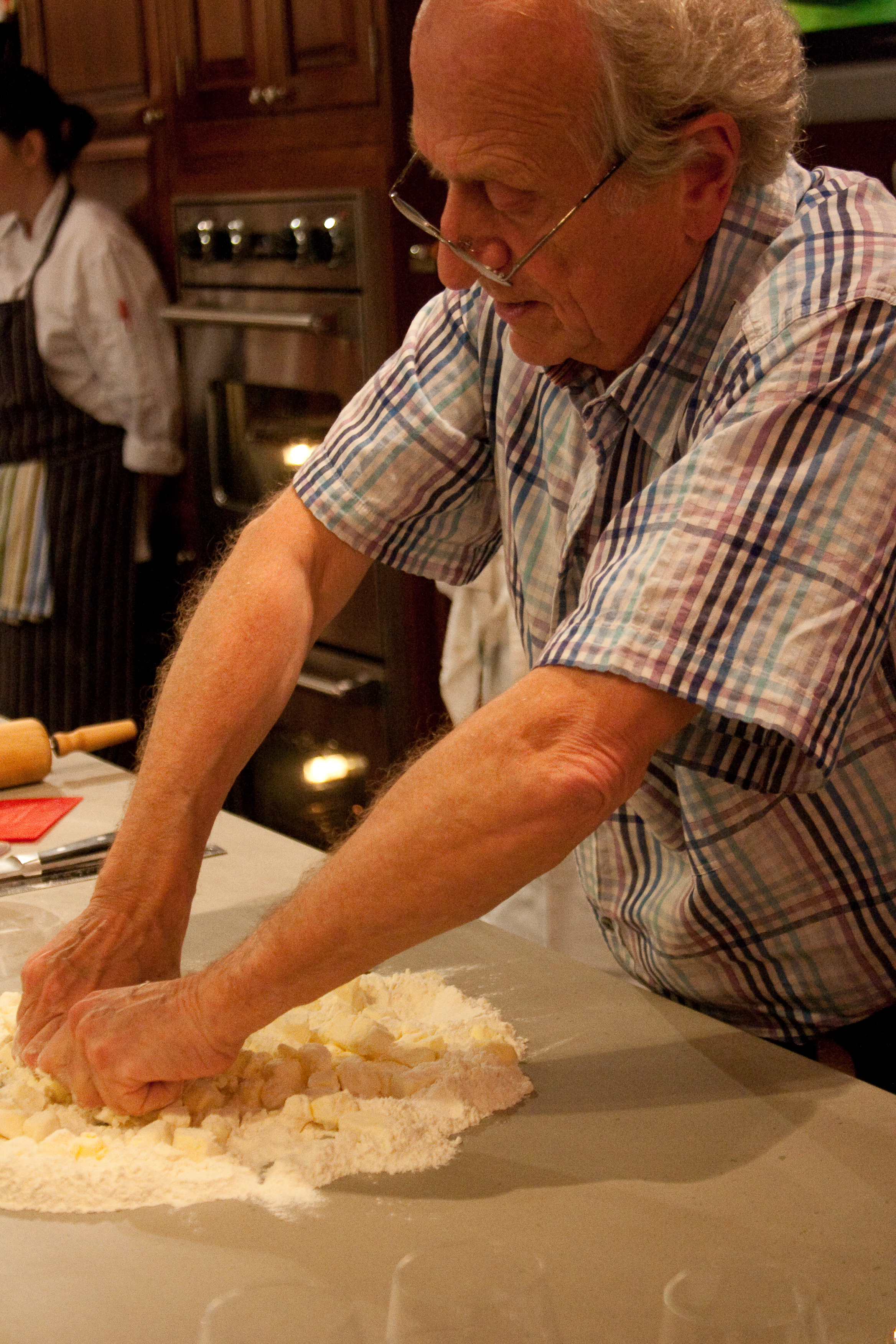
Michel Roux fazendo confeitaria em 2009

Roux quase decidiu desistir de cozinhar para se tornar um cantor de ópera, mas, em vez disso, seguiu Albert para Londres, apesar de não ser capaz de falar inglês.
Em 1967, os irmãos abriram seu primeiro restaurante, Le Gavroche, na Lower Sloane Street, em Londres. A festa de abertura contou com a presença de celebridades como Charlie Chaplin e Ava Gardner. Durante a semana seguinte, Chaplin teria sido transportado através de Londres para que pudesse comer lá. Em 1972, os irmãos abriram um segundo restaurante, o Waterside Inn, em Bray, Berkshire,  e abriram um negócio de bufê.
Em 1974, quando as estrelas Michelin foram premiadas pela primeira vez no Reino Unido, o Le Gavroche e o Waterside Inn ganharam uma estrela, e quando vários restaurantes ganharam duas estrelas Michelin pela primeira vez em 1977, os dois restaurantes Roux estavam entre eles. O Le Gavroche mudou-se para um novo local em Mayfair em 1982 e, no mesmo ano, tornou-se o primeiro restaurante do Reino Unido a receber três estrelas Michelin. A mesma classificação para o Waterside Inn seguiu em 1985, mas Le Gavroche voltou a cair para duas estrelas em 1993 e não recuperou o nível de três estrelas. Em 2010, o Waterside Inn se tornou o primeiro restaurante fora da França a receber três estrelas Michelin por um período de 25 anos.
Em 1986, os irmãos dividiram seu negócio de restaurante entre eles, após um desentendimento sobre a direção que seu negócio conjunto deveria tomar; Albert ficou com Le Gavroche, enquanto Michel ficou com a Pousada Waterside. Michel foi consultor da British Airways por 20 anos entre 1983 e 2003 e da Celebrity Cruises desde 1990. A empresa de bufê dos irmãos Roux foi comprada pelo Compass Group em 1993, com Albert contratado como consultor.
O filho de Michel, Alain Roux, atualmente dirige o Waterside Inn em Bray, tendo assumido como chef em 2002.

### Legado e prêmios
Roux e seu irmão foram chamados de "padrinhos da cozinha moderna no Reino Unido" pela revista da indústria de hospitalidade Caterer and Hotelkeeper, enquanto o The Observer Food Monthly o descreveu como "talvez o melhor chef de patisserie que este país já teve" quando foi premiado pelo conjunto da obra em 2011. Roux já havia ganhado o prêmio Lifetime Achievement da revista Tatler em 2008. Em uma pesquisa com chefs do Reino Unido realizada pela revista Caterer and Hotelkeeper em 2003, os irmãos Roux foram eleitos os chefs mais influentes do país.
Muitos chefs conhecidos foram treinados por um ou outro dos irmãos Roux, com Michel estimando em 2010 que "Metade dos detentores de estrelas Michelin na Grã-Bretanha vêm ou da cozinha do meu irmão ou da minha cozinha". Estes incluíram Gordon Ramsay, Marco Pierre White, e Pierre Koffman.